# Lubięcin (gromada)
Lubięcin – dawna gromada, czyli najmniejsza jednostka podziału terytorialnego Polskiej Rzeczypospolitej Ludowej w latach 1954–1972.
Gromady, z gromadzkimi radami narodowymi (GRN) jako organami władzy najniższego stopnia na wsi, funkcjonowały od reformy reorganizującej administrację wiejską przeprowadzonej jesienią 1954 do momentu ich zniesienia z dniem 1 stycznia 1973, tym samym wypierając organizację gminną w latach 1954–1972.
Gromadę Lubięcin z siedzibą GRN w Lubięcinie utworzono – jako jedną z 8759 gromad na obszarze Polski – w powiecie nowosolskim w woj. zielonogórskim na mocy uchwały nr V/18/54 WRN w Zielonej Górze z dnia 5 października 1954. W skład jednostki weszły obszary dotychczasowych gromad Lubięcin i Jeziorna ze zniesionej gminy Lipiny w tymże powiecie. Dla gromady ustalono 13 członków gromadzkiej rady narodowej.
1 stycznia 1959 do gromady Lubięcin włączono obszar zniesionej gromady Lipiny w tymże powiecie.
Gromada przetrwała do końca 1972 roku, czyli do kolejnej reformy gminnej. 1 stycznia 1973 w powiecie nowosolskim utworzono gminę Lubięcin (zniesiono ją ponownie 15 stycznia 1976).